# 556 (číslo)
Pět set padesát šest je přirozené číslo. Následuje po čísle pět set padesát pět a předchází číslu pět set padesát sedm. Římskými číslicemi se zapisuje DLVI a řeckými číslicemi φνς.

## Matematika
556 je:
- Deficientní číslo
- Složené číslo
- Šťastné číslo

## Astronomie
- (556) Phyllis je planetka hlavního pásu, kterou objevil v roce 1905 Paul Götz

## Roky
- 556
- 556 př. n. l.